# Elachiptera submediterranea
Elachiptera submediterranea är en tvåvingeart som beskrevs av Beschovski 1981. Elachiptera submediterranea ingår i släktet Elachiptera och familjen fritflugor. Inga underarter finns listade i Catalogue of Life.